# Девід Ешворт
Девід Ешворт (англ. David Ashworth; 2 червня 1868, Полтон-ле-Файлд, Ланкашир — 23 березня 1947, Блекпул) — англійський футбольний суддя і тренер.

## Біографія
Розпочав кар'єру у футболі з роботи рефері у Футбольній Лізі Англії.
Після завершення кар'єри арбітра став футбольним тренером. Тренерський дебют Ешворта відбувся 1906 року, коли він прийняв клуб «Олдем Атлетік», відразу після того, як вони перебралися на «Баундарі Парк». У той час «Латтікс» грали в Лізі Ланкашира, але 1907 року отримали право виступати у Другому дивізіоні Футбольної Ліги, замінивши з початку нового сезону клуб «Порт Вейл». 1920 року вивів клуб до Першого дивізіону, де і зберігав йому прописку в наступні чотири сезони.
1914 року залишив «Латтікс» та очолив «Стокпорт Каунті» з Другого дивізіону, проте більшість часу через Першу Світову війну чемпіонат не проводився.
В грудні 1919 року Ешворт залишив клуб і став тренером «Ліверпуля». До нього «Червоних» тренував Джордж Паттерсон, при якому «Ліверпуль» демонстрував не найкращі результати, в період з вересня і до початоку грудня команда в 11 матчах здобула лише дві перемоги, після призначення Девіда Ешворта ситуація змінилася, і Ліверпуль завершив чемпіонат на 4 місці турнірної таблиці. Наступний сезон Ліверпуль під проводом Девіда завершив також на 4-му місці. А у сезоні 1921—1922 «Червоні» нарешті стали чемпіонами втретє, обійшовши на 6 очок «Тоттенгем Готспур».
1922 року Девід несподівано залишив «Ліверпуль» і вдруге став тренером «Олдем Атлетіка», який в першому ж сезоні зайняв останнє місце і вилетів з елітного дивізіону. Повернути клуб в еліту Ешворт не зміг і покинув «Олдхем» в липні 1924 року.
Наступні півтора року Девід тренував «Манчестер Сіті», але пішов у відставку 1925 року, після того як клуб боровся за виживання.
У 1926—1927 роках тренував «Волсолл», що виступав у Третьому північному дивізіоні. Після того тренував два валлійських клуба «Карнарвон» і «Лланеллі», які не входили до складу Футбольної ліги і грали в регіональних турнірах. Потім Ешворт повернувся до Англії, де працював скаутом в «Блекпулі». Там і помер 23 березня 1947 року.

## Тренерська статистика
| Клуб            | Початок роботи | Завершення роботи | Показники | Показники | Показники | Показники | Показники |
| Клуб            | Початок роботи | Завершення роботи | Матчі     | Перемоги  | Нічиї     | Поразки   | % перемог |
| --------------- | -------------- | ----------------- | --------- | --------- | --------- | --------- | --------- |
| Олдем Атлетік   | 1906           | 1914              | 283       | 126       | 67        | 90        | 44,52     |
| Стокпорт Каунті | 1914           | 1919              | 61        | 25        | 12        | 24        | 40,98     |
| Ліверпуль       | 1920           | 1922              | 58        | 25        | 14        | 9         | 43,1      |
| Олдем Атлетік   | 1923           | 1924              | 63        | 20        | 22        | 21        | 31,75     |
| Манчестер Сіті  | 1924           | 1925              | 56        | 20        | 13        | 23        | 35,71     |
| Волсолл         | 1926           | 1927              | 42        | 16        | 9         | 17        | 38,1      |
| Разом           | 1906 — 1927    | 1906 — 1927       | 563       | 232       | 137       | 184       | 41,2      |

## Досягнення
- Чемпіон Англії: 1921–1922